# 玻利瓦爾 (科恰班巴省)

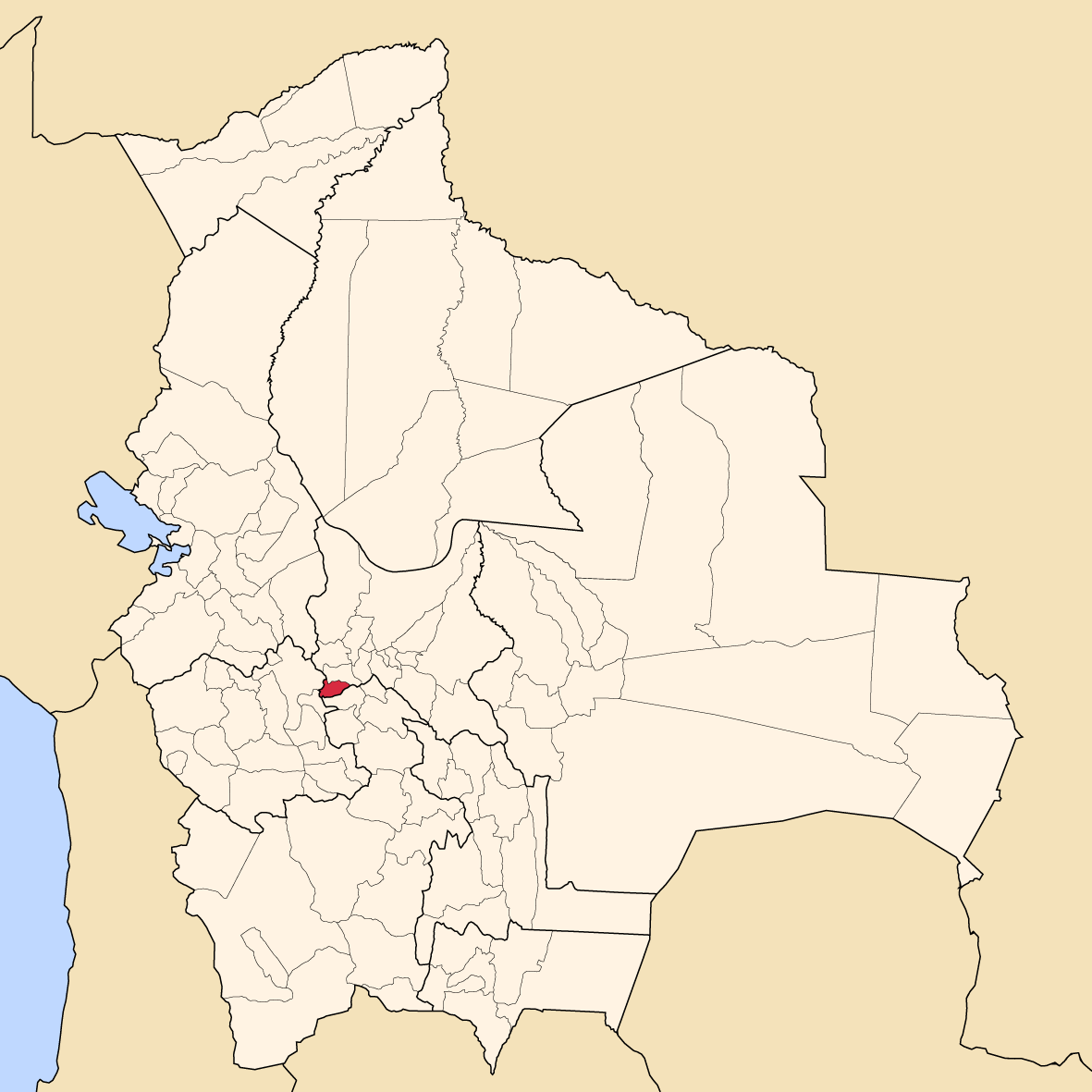
玻利瓦尔地图

玻利瓦爾（西班牙語：Bolívar），是玻利維亞中部科恰班巴省玻利瓦爾县的市镇，并为该县的县府所在地，距離省会科恰班巴約120公里，處於玻利維亞中部山脈地區，海拔高度3,735米，2012年人口484。